# Halles de Clisson
 (août 2023).
Si vous disposez d'ouvrages ou d'articles de référence ou si vous connaissez des sites web de qualité traitant du thème abordé ici, merci de compléter l'article en donnant les références utiles à sa vérifiabilité et en les liant à la section « Notes et références ».
Les Halles de Clisson sont des halles datant du XIVe siècle et situées à Clisson, en Loire-Atlantique (France).

## Localisation et description
Les Halles occupent le centre-ville de Clisson, à proximité immédiate du Château de Clisson, sur une superficie d’environ 900 m². Elles se présentent sous la forme d’une grande nef globalement orientée Est-Ouest, d’environ 42 m de longueur pour 20 m de largeur, adossée à deux bas-côtés.
Les Halles disposent de quatre accès:
- vers l’ouest sur la rue des Halles,
- vers l’est sur la place Notre-Dame via un escalier de pierre (rue Basse des Halles),
- vers le sud sur la rue et la place du Minage (en direction du château),
- vers le nord sur la rue des Rémouleurs.

La charpente des halles est constituée de trois essences de bois distinctes: chêne, châtaignier et sapin. Elle est soutenue par un ensemble de poteaux de bois répartis sur plusieurs travées, reposant sur des socles de granite.
Cet édifice, classé sur la liste des monuments historiques par arrêté du 5 février 1923, présente un intérêt patrimonial majeur dans la mesure où il ne subsiste en Bretagne historique plus que 5 halles à charpente de bois: à Questembert, au Faouët et à Rohan en Morbihan, à Plouescat en Finistère et à Clisson en Loire-Atlantique.

## Historique

### Période médiévale
Les Halles de Clisson furent érigées sur la place du marché attestée en ce lieu depuis Guillaume de Clisson au XIIIe siècle. Les seigneurs de Clisson, soucieux d’augmenter leurs revenus et conscients de la position avantageuse de la cité sur les marches de Bretagne entre Poitou et Anjou, eurent la volonté de rendre le lieu plus prospère en y développant le commerce afin de percevoir le produit des impôts sur les ventes de certaines marchandises. Une maison du Minage (ayant donné son nom à la rue et la place mitoyenne des Halles) servait à percevoir les taxes sur les céréales entrant au marché.
Outre sa fonction de marché, les Halles servaient également de lieu de rassemblement des fidèles lors des grandes fêtes religieuses. La partie basse des Halles abritait comme c'était souvent le cas au Moyen-âge une cour de justice ou Auditoire.
En 2016, la datation dendrochronologique a permis d’établir que l’abattage et la mise en œuvre des bois les plus anciens utilisés pour la construction des Halles se situait autour de 1376-1377.
Des fouilles entreprises par l’INRAP en 2018 dans le cadre de travaux de rénovation des Halles ont permis l’exploration du sol sur près de 103 m² au droit de l’édifice. Elles ont révélé l’existence de structures en creux sur plusieurs niveaux (fosses, trous de poteaux et piquets, etc.) associées à un riche mobilier céramique et métallique, ainsi qu’à de nombreux ossements d’animaux suggérant une probable activité de boucherie. Un premier niveau antérieur à la création des Halles révèle un probable habitat, et un mobilier céramique caractéristique du Xe au XIIe siècle. Un deuxième niveau montre les restes d’une occupation plus récente associée à du mobilier céramique du XIIIe au XVe siècle, probablement synchrone de la rénovation de la place du marché médiévale et de la construction des Halles couvertes. Une troisième phase d’occupation est attestée entre les XVIe et XVIIIe siècles. Enfin, le dernier niveau correspond aux XIXe – XXIe siècles, avant la mise en place de l’enrobé. Ces différentes phases témoignent de l’organisation et de l’évolution de la partition de l’espace sous les Halles au cours du temps.
Le mobilier collecté est abondant, diversifié et particulièrement remarquable, avec des objets domestiques locaux, mais également des objets caractérisant les échanges commerciaux à l’échelle de l’ouest de la France en lien avec la tenue des marchés.

### Des guerres de Vendée à nos jours
En 1793, à la suite de la bataille de Torfou, les Républicains défaits incendient Clisson. L’année suivante, la cité est ravagée par le passage des Colonnes Infernales de Turreau pour mater toute résistance royaliste. Malgré tout, les Halles font partie des rares édifices clissonnais préservés lors des guerres de Vendée. Elles ont en effet servi d’abri et de campement, aussi bien pour les troupes républicaines, que pour les troupes royalistes. Les Républicains eux-mêmes éteignirent le feu qui se propageait sur les Halles. Il est cependant fort probable qu’une partie de l’édifice fut détruite, bien que cela ne soit pas documenté.
Le 15 septembre 1819, la commune de Clisson achète les Halles à Louis-Henri-Joseph de Bourbon, Prince de Condé et à sa sœur, Prieure du Monastère royal du Temple à Paris. Des réparations d’urgence sont effectuées et l’aile sud des Halles est élargie en 1821-1822 afin d’accueillir une halle aux grains. Ce bâtiment à l’architecture d’inspiration italienne offre un large passage vers les Halles en son milieu et comporte une galerie soutenue de onze piliers de section carrée qui sera détruite en juin 1896. Ayant jadis abrité une tonnellerie et une poissonnerie, ce qui reste de la halle aux grains accueille désormais l’Office de Tourisme de Clisson et du Vignoble de Nantes.

## Usages actuels et projets de rénovation
De nos jours, les Halles abritent toujours les marchés de Clisson et accueille diverses animations tout au long de l’année. Plusieurs commerces sont installés de manière permanente en périphérie des Halles (librairie, terrasse de café, épicerie, etc.) et l’Office de Tourisme du Vignoble de Nantes occupe actuellement l’aile sud donnant sur la place du Minage (ancienne halle aux grains).
En 2017, la commune de Clisson a décidé de programmer des travaux d’entretien des Halles afin de permettre la conservation du monument et sa mise en valeur. Les travaux portent sur la réparation de la charpente, la maçonnerie, la réfection du réseau électrique et la mise en lumière complète de l’édifice. Ces travaux d’un montant de plus de 300 000 euros sont financés par la Direction Régionale des Affaires Culturelles, la Région des Pays-de-la-Loire, le Département de la Loire-Atlantique et le programme Leader du Pays du Vignoble Nantais (fonds européen agricole pour le développement rural).